# Stylidium breviscapum
Stylidium breviscapum este o specie de plante dicotiledonate din genul Stylidium, familia Stylidiaceae, ordinul Asterales, descrisă de Robert Brown. Conține o singură subspecie: S. b. erythrocalyx.